# Малени (Салаж)
Малени (рум. Măleni) насеље је у Румунији у округу Салаж у општини Иљанда. Oпштина се налази на надморској висини од 297 m.

## Становништво
Према подацима из 2002. године у насељу је живело 10 становника, од којих су сви румунске националности.